# بایرون استرود
بایرون استرود (انگلیسی: Byron Stroud) موسیقی‌دان اهل کانادا است. وی از سال ۱۹۸۷ میلادی تاکنون مشغول فعالیت بوده است.